# Groupe euclidien
En mathématiques, le groupe euclidien noté E(n) ou Is(n) est le groupe de symétrie d'un espace euclidien de dimension n. Ses éléments sont les isométries qui conservent la métrique euclidienne.

## Groupe linéaire euclidien
Un espace vectoriel euclidien est un espace vectoriel réel de dimension finie et muni d'un produit scalaire.
Le groupe des isométries d'un espace vectoriel euclidien de dimension n est noté {\displaystyle \operatorname {O} (n)} et comprend :
- les rotations, qui conservent l'orientation et forment un sous-groupe noté {\displaystyle \operatorname {SO} (n)}.

- les réflexions et antirotation, qui ne conservent pas l'orientation et ne forment pas un groupe (car ne contenant pas l'identité).

{\displaystyle \operatorname {O} (n)} est un sous-groupe du groupe général linéaire {\displaystyle \operatorname {GL} (n,\mathbb {R} )}.

## Sous-groupes du groupe linéaire euclidien (à compléter)
Tout sous-groupe fini de {\displaystyle \operatorname {SO} (3)} est soit un groupe cyclique, un groupe diédral ou le groupe de symétrie d'un polyèdre régulier.

## Groupe affine euclidien
Un espace affine euclidien est un espace affine dont l'espace vectoriel sous-jacent est euclidien.
Le groupe des isométries affines d'un espace affine euclidien de dimension n est noté {\displaystyle \operatorname {Is} (\mathbb {R} ^{n})=\mathbb {R} ^{n}\rtimes \operatorname {O} (n)} et comprend :
- les déplacements (transformations conservant l'orientation : translations, rotations, vissages) qui forment un sous-groupe noté {\displaystyle \operatorname {Is} ^{+}(\mathbb {R} ^{n})=\mathbb {R} ^{n}\rtimes \operatorname {SO} (n)}.

- les anti-déplacements (transformations renversant l'orientation : symétries centrales, réflexions, antirotations) qui ne forment pas un groupe (puisque la transformation identité est un déplacement).

{\displaystyle \mathbb {R} ^{n}\rtimes \operatorname {O} (n)} est un sous-groupe du groupe affine {\displaystyle GA(n,\mathbb {R} )=\mathbb {R} ^{n}\rtimes \operatorname {GL} (n,\mathbb {R} )}.

## Invariants du groupe affine euclidien
Évidemment la distance euclidienne est invariante sous l'action d'une transformation de ce groupe, mais aussi les angles sont conservés, le parallélisme, le barycentre, l'alignement et le birapport.
L'orientation n'est pas conservée par les antidéplacements.